# Alpha (beleggen)
Voor beleggers is de Jensen’s alpha een maatstaf om het positieve of negatieve rendement van een beleggingsportefeuille boven het theoretische te verwachten rendement te berekenen.
Voor de berekening van het theoretisch te verwachten rendement wordt gebruik van het Capital asset pricing model (CAPM). Binnen dit model is de bèta een factor die ook een belangrijke rol speelt in de berekening van de alpha.

## Formule
De formule van Jensen's alpha is:
{\displaystyle \alpha _{J}=R_{i}-(R_{f}+\beta *(R_{M}-R_{f}))}
Waarbij:
- {\displaystyle R_{i}} staat voor het gerealiseerde rendement van de beleggingsportefeuille
- {\displaystyle R_{M}}: het rendement op de benchmark
- {\displaystyle R_{f}}: het rendement op een risicovrije belegging
- {\displaystyle \beta }: de bèta van de portefeuille

Een cijfervoorbeeld ter illustratie waarbij de risicovrije rente ({\displaystyle R_{f}}) voor de eenvoud op 0% is gesteld. Een beleggingsfonds heeft een rendement behaald van 9%. Het rendement op de benchmark was 8% en het verschil van 1% duidt op een goed resultaat van de beheerder. Als wel rekening wordt gehouden met het risico wat de beheerder heeft genomen, uitgedrukt in de bèta, wordt de uitkomst anders. Was de bèta van het fonds ten opzichte van diezelfde benchmark 1,25, dan wordt de alpha van het fonds minus 1%. De beheerder heeft extra risico genomen, maar is daar niet voor beloond. 
Veel vermogensbeheerder vermelden standaard de alpha van het beleggingsfonds, meestal gemeten over een periode van 36 maanden. De uitkomsten zijn niet altijd vergelijkbaar omdat de kosten van het fondsbeheer op een andere wijze in de berekening kan worden meegenomen.

## Geschiedenis
Jensen's alpha werd voor het eerst gebruikt als maatstaf bij de evaluatie van beheerders van beleggingsfondsen door Michael Jensen in 1968. Om de prestaties van de beheerder van de portefeuille te meten moet volgens hem een risico correctie worden toegepast. Hierbij ligt aan ten grondslag dat een risicovollere portefeuille een hogere verwachte rendement zou moeten hebben dan minder riskante portefeuille. Als maatstaf voor het risico koos Jensen voor de bèta. 